# Martin Frändesjö
Lars Gunnar Martin Frändesjö (Göteborg, 18 luglio 1971) è un ex pallamanista e allenatore di pallamano svedese.

## Palmarès

### Olimpiadi
- 2 medaglie:
  - 2 argenti (Barcellona 1992; Atlanta 1996)